# Pointe de Brouel (Île-aux-Moines)
Pour les articles homonymes, voir Brouel.
La pointe de Brouel est l'extrémité est de l'île aux Moines (Morbihan). Elle se situe à 600 mètres de la pointe de Brouel à l'ouest de l'île d'Arz.
Sur les deux îles, on peut lire également pointe de Brouhel : cette similitude des noms a son origine quatre mille ans avant notre ère quand les îles étaient liées par un isthme dont il ne reste aujourd'hui que la pointe de Brouël sur l'île d'Arz et la pointe de Brouhel sur l'île aux Moines.

## Légende de Gwen et de la belle Aëlle
Une légende bretonne raconte que Gwen, un jeune homme de l'île d'Arz (héritier d’une famille riche et noble qui vivait au manoir de Kernoël) était éperdument amoureux de la belle Aëlle, une jeune fille d'un pauvre pêcheur de l'île aux Moines. Les parents de Gwen, opposés au mariage, décidèrent de le cloitrer dans l'une des cellules du monastère ildarais, prieuré placé sous la dépendance de l'abbaye Saint-Gildas de Rhuys. Cependant sa belle rejoignait quotidiennement le monastère en traversant le cordon sableux qui reliait les deux pointes. Les parents demandèrent au supérieur du monastère de châtier le couple. Un soir, alors que la belle marchait sur l'isthme pour rejoindre son bien-aimé, la mer sépara les deux îles et noya la jeune fille. Gwen tomba dans le silence et la solitude de sa cellule où il mourut. « Il ne reste aujourd'hui de cet épisode terrible qu'un cordon dunaire qui affleure, tel un tombolo et, les soirs où l'air est calme, où les vagues se taisent, un chant captivant et ténu qui monte des profondeurs ».

## Référence
1. ↑  Mer et Marine : L'île d'Arz, en plein sommeil d'hiver
2. ↑  Françoise Surcouf, « Légendes et fantômes de l’Ouest. Les amoureux maudits de l’île d’Arz », sur ouest-france.fr, 14 avril 2024